# La ladra (film)
La ladra è un film del 1955 diretto da Mario Bonnard.

## Trama

Piero Giagnoni interpreta Fischio

Fischio è un ragazzino orfano, cresciuto in ambienti poco adatti a un bambino e ladro in erba. Un losco avvocato, complice di ladri e ricettatori, lo affida a Nino, capo di una banda che sta preparando un colpo di particolare valore. Nel giorno stabilito Fischio e Bebè, accompagnati da Nino che si spaccia come datore di lavoro, devono presentarsi in casa della contessa Barenghi come spazzacamini, ma Fischio si ferisce in modo serio cadendo dal camino e manda il colpo a monte. Anna, che ha perso un figlio piccolo e ha iniziato ad affezionarsi al bambino, si spaccia come sua madre per portarlo via ma il medico, chiamato dalla contessa, vieta di muoverlo. I due vivono così qualche giorno in quella casa estranea, durante i quali si affezionano l'uno all'altra. Nino, intanto, sentitosi abbandonato ha trovato una nuova amante in Mary, una poco di buono che lo segue nel colpo progettato ma che, nel tentativo di impossessarsi della refurtiva, lo denuncia alla polizia. Nino riesce a rendersi irreperibile dopo aver nascosto il bottino in casa di Anna che, ignara di tutto, vi torna qualche giorno dopo assieme a Fischio e dove la polizia finisce per trovarlo. Anna viene ovviamente arrestata mentre Fischio (che intanto ha fatto battezzare dandogli il nome Paolo, quello di suo figlio scomparso), finisce in un collegio a spese della contessa, che crede nell'innocenza della donna e paga anche le spese di un avvocato. Col sostegno di Don Pietro e dello stesso avvocato, Anna reagisce con fermezza per dimostrare la propria innocenza, ciò che avverrà solo con l'arresto di Nino.

## Produzione
La pellicola è ascrivibile al filone dei melodrammi sentimentali strappalacrime allora in voga tra il pubblico italiano (poi ribattezzato dalla critica con il termine neorealismo d'appendice).
Fu il primo film a colori realizzato dal regista, realizzato con la tecnica del Ferraniacolor.

## Distribuzione
La pellicola venne distribuita nel circuito cinematografico italiano il 15 dicembre del 1955.
Venne in seguito distribuito anche in Francia il 14 maggio del 1956, con il titolo Les Anges Aux Mains Noires.

## Critica
(Umberto Tani, Intermezzo, 3/4,29/2/1959)